# Tyne i Wear
Tyne i Wear (pronunciat /ˌtaɪnəndˈwɪər/) és un comtat cerimonial del nord-est d'Anglaterra. Es va crear el 1974 i a diferència de la majoria dels comtats no té una capital, sinó que consisteix en cinc municipis amb independència administrativa que són: Tyneside Sud, Tyneside Nord, Ciutat de Newcastle upon Tyne, Gateshead i ciutat de Sunderland. Tyne i Wear té frontera amb els comtats anglesos de Durham, al sud i a l'oest, Northumberland, al nord, i amb la mar del Nord a l'est. El consell del Comtat de Tyne i Wear va ser abolit el 1986 i des de llavors els cinc districtes que el componien, els municipis abans esmentats, són autoritats unitàries; això no obstant hi ha diversos organismes que gestionen serveis comuns com el transport, els bombers, els arxius i els museus.
El nom és també el dels dos rius a l'entorn dels quals estan les ciutats d'aquest comtat: el Tyne i el Wear. Aquests han estat imprescindibles en l'economia del comtat, ja que es tracta d'un territori molt ric en minerals, especialment el carbó, els quals es transporten pels rius i s'exporten.

## Geografia

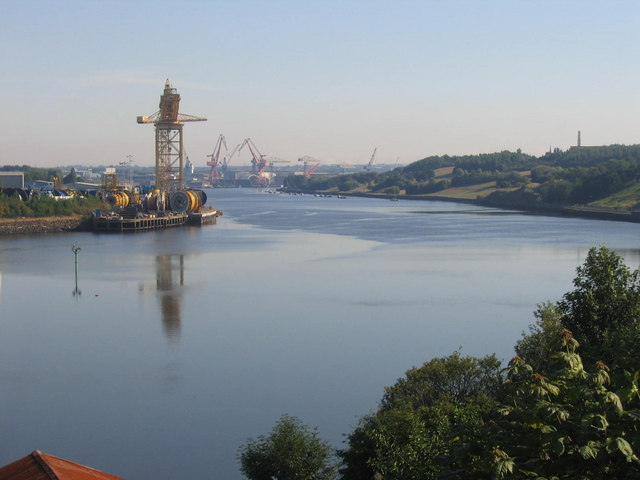
Port del riu Tyne a Gateshead.

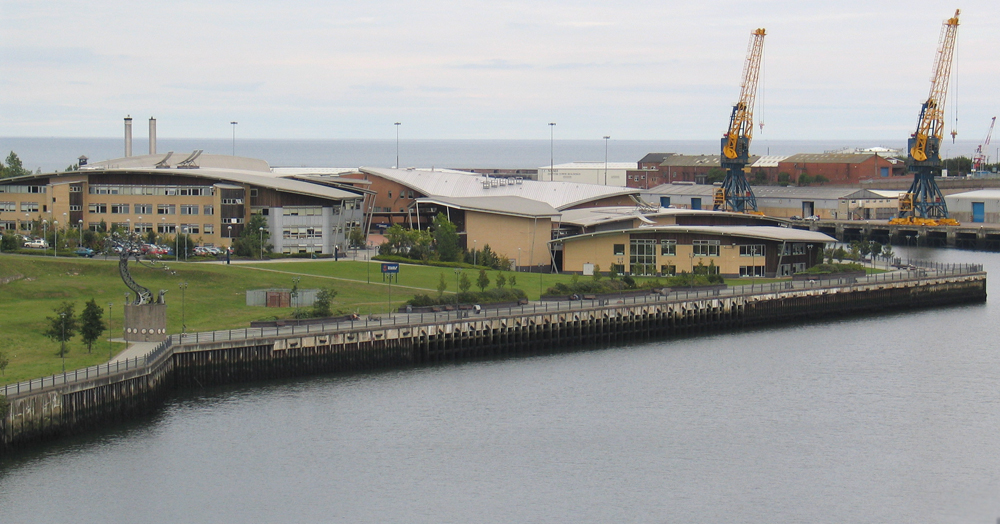
El riu Wear al costat de la Universitat de Sunderland.

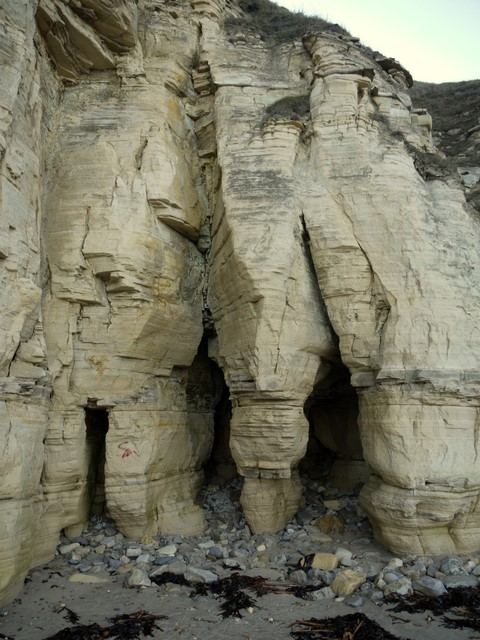
Coves de Marsden Bay.

El comtat, com ja indica el seu nom, està marcat pels territoris a l'entorn del riu Tyne al nord i els del Wear al sud. El Tyne penetra en aquest territori pel municipi de Clara Vale, procedent de Northumberland; després passa pel mig d'algunes ciutats —Newcastle i Gateshead—, volta d'altres, i finalment desemboca en la mar del Nord entre els municipis de South Shields i Tyneside, sortejant els penya-segats de Clarendon.
El Wear entra en aquest comtat pel municipi de Sunderland, procedent del comtat de Durham, passa per Washington i per Fatfield, on la llegenda diu que el cuc de Lambton va perdre la cua, després canvia de direcció tornant cap a Sunderland i desemboca en la mar del Nord.
El relleu està format per roques del Carbonífer que van formar estrats de carbó juntament amb roques sorrenques i fangolita. Per la riquesa de minerals al comtat els dos rius han estat fonamentals per al transport i exportació d'aquests materials, especialment el carbó.
La costa té moltes platges de sorra, coves, dunes i espectaculars penya-segats de pedra calcària i de magnesi, juntament amb una àrea on creix l'herba anomenada The Leas, al municipi de South Shields, que abasta tres milles del litoral i és una àrea protegida pel National Trust. Marsden Bay, és una badia famosa per un promontori anomenat Marsden Rock on hi ha una de les colònies d'aus marines més grans de la Gran Bretanya. En un dels penya-segats de Cleadon, hi ha el dibuix d'un cavall de data incerta que ha estat restaurat recentment d'atacs vandàlics.
A Blydon hi ha una reserva natural anomenada Shibdon Pond, habitada per diverses espècies d'ànecs que poden ser observats des d'un amagatall posat amb aquest propòsit. Aquesta reserva té la designació de lloc d'especial interès científic (SSSI). A Gateshead, en els prats a la vora del riu, hi ha vuit llocs amb la mateixa designació.

## Història
La llei de governs locals del 1888 va donar als municipis de Newcastle upon Tyne, Gateshead i Sunderland la categoria de county borough que els conferia independència administrativa equiparable a la d'un comtat. El 1904 Tynemouth va ser el quart en obtenir aquesta categoria. Entre aquests quatre boroughs hi havia diversos municipis que pertanyien els uns al comtat de Durham i els altres al de Northumberland.
A començaments del 1935 es va posar en dubte l'eficàcia administrativa de la regió al voltant de la pat baixa del Tyne, Tyneside, i es va posar sota estudi d'una Royal Comission. Aquesta comissió formada per tres persones va examinar el sistema de govern de tota l'àrea al nord i al sud del riu Tyne des de la mar fins al límit amb districte de Castle Ward i Hexham, del comtat de Northumberland, i fins al límit amb el comtat de Durham. L'informe efectuat per aquesta comissió es fer públic el 1937, i recomanava l'establiment d'un consell regional que aplegués Northumberland i Tyneside (el qual s'anomenaria "Consell Regional de Northumberland") per tal d'administrar serveis comuns a tota l'àrea, que estaria complementat amb un segon nivell d'administració local, la de cada ajuntament, per a les qüestions que només tinguessin a veure amb cada municipi. Els county boroughs perdrien el seu estatus i es formaria un sol municipi amb la unió de Newcastle, Gateshead, Tynemouth, South Shields i altres viles properes.
L'informe proposava una segona opció: unir Newcastle, Gateshead, Wallsend, Jarrow, Felling, Gosforth, Hebburn i Newburn per formar una única administració que es diria "County Borough de Newcastle-on-Tyneside". Aquestes propostes mai es van portar a la pràctica, ja que les autoritats locals no es posaven d'acord en quina de les opcions triar i la legislació del moment no permetia obligar-los a acceptar una.
Tyneside (excloent Sunderland) va tornar a ser una àrea que segons la llei del 1958 calia ser revisada. La Comissió de Governs Locals d'Anglaterra va tornar a insistir en la necessitat de crear un comtat, però aquesta vegada va afegir que estaria dividit en quatre municipis (boroughs). Això tampoc es va implementar. L'informe Redcliffe-Maud va proposar crear Tyneside com a autoritat unitària i crear una altra autoritat unitària per a l'est del comtat de Duham en què estaria inclòs Sunderland.
L'esborrany de la llei de governs locals del 1972 proposava coma a "àrea 2" un comtat metropolità que inclogués Newcastle i Sunderland, que s'estendria fins al sud de la costa de Seaham i Easington, limítrof a l'àrea 4 (que seria Cleveland). El projecte de llei presentat el novembre del 1971 havia retallat l'extrem sud de l'àrea i li va donar el nom de "Tyneside". La paraula "Tyneside" va resultar controvertida, ja que deixava de banda la rodalia del Wear (Wearside), i finalment es va aprovar el nom de "Tyne i Wear" suggerit pel Consell de Sunderland.
Encara que el Consell del Comtat de Tyne i Wear va ser abolit el 1986 i actualment es tracta d'un comtat cerimonial, segueixen existint diversos organismes que gestionen serveis comuns d'aquest territori. Un d'aquests és l'Autoritat de Transport de Passatgers, que coordina els transports i que té unes oficines anomenades Nexus. Aquest organisme gestiona el servei de metro, el servei de transbordadors al municipi de South Shields i el túnel del Tyne, una carretera subterrània que comunica les dues ribes del riu. També a través del Nexus es proveeix de servei de taxi per a les zones allunyades de les xarxes de transport abans esmentades, amb ajudes per a les persones discapacitades o de molta edat que el reclamin. L'Autoritat de Transport de Passatgers recapta fons amb una taxa d'obligat pagament que cadascun dels cinc ajuntaments implicats aporta. L'abril del 2014 Nexus va passar a ser un cos executiu de la nova Autoritat Combinada del Nord-est. Altres serveis compartits al Tyne i Wear són: els bombers, els arxius i museus. El servei de policia de Northumbria cobreix l'àrea de Northumberland més la de Tyne i Wear; aquest cos es va crear el 1974, i no va ser com a conseqüència d'abolir el consell del comtat sinó que des d'un començament es va tenir la intenció de fer un servei independent i més ample que el de Tyne i Wear.

## Poblacions

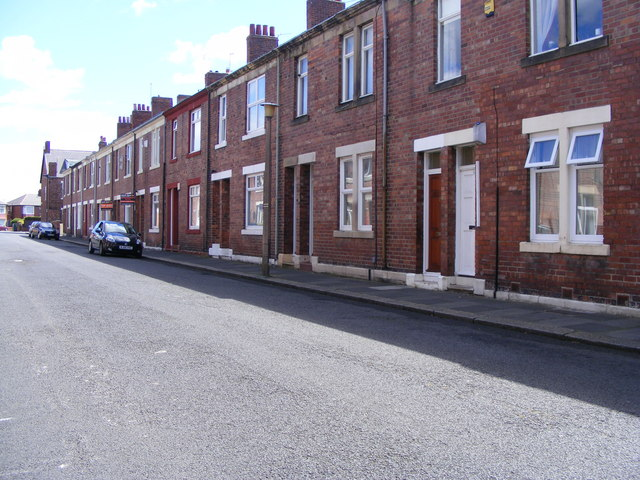
Carrer Cúmberland a Wallsend.

Encara que les ciutats del comtat són grans i estan molt poblades, el tipus de construcció predominant no són els blocs de pisos sinó un tipus d'habitatge unifamiliar adossat que els arquitectes anomenen casa de Tyneside. Aquestes cases, característiques d'aquest comtat però que també es poden trobar en altres comtats amb petites variacions, es reconeixen a simple vista per les dues portes d'entrada contigües, cadascuna d'una casa, amb una finestra compartida al damunt. Són cases que tenen les habitacions repartides entre la planta baixa un primer pis. Es poden trobar especialment a: Tyneside, Newcastle, Gateshead i Sunderland. Es van començar a fer en l'època victoriana i se'n continuen fent.
La següent llista són les poblacions amb més habitants segons el cens del 2011:
- Newcastle upon Tyne (268.064 hab)
- Sunderland (Tyne i Wear) (174.286 hab)
- Gateshead (120.046 hab)
- South Shields (75.337 hab)
- Tynemouth (67.519 hab)
- Washington (67.085 hab)
- Wallsend (43.826 hab)
- Jarrow (43.431 hab)
- Longbenton (37.070 hab)
- Whitley Bay (36.702 hab)
- Hebburn (19.148 hab)
- Whickham (16.652 hab)

## Economia

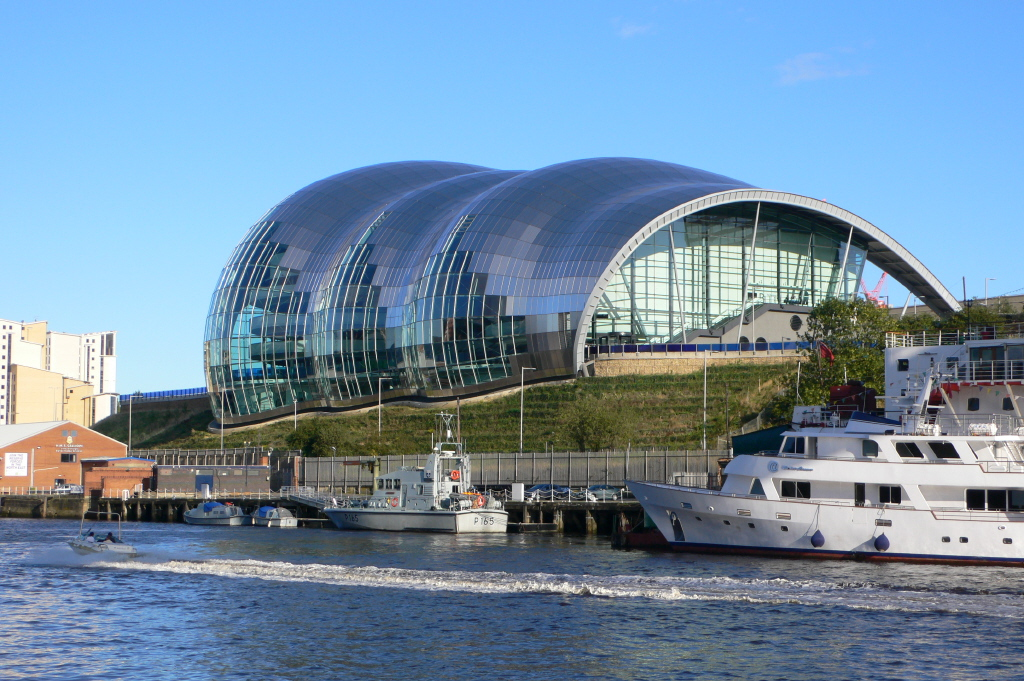
Sala de concerts de Gateshead

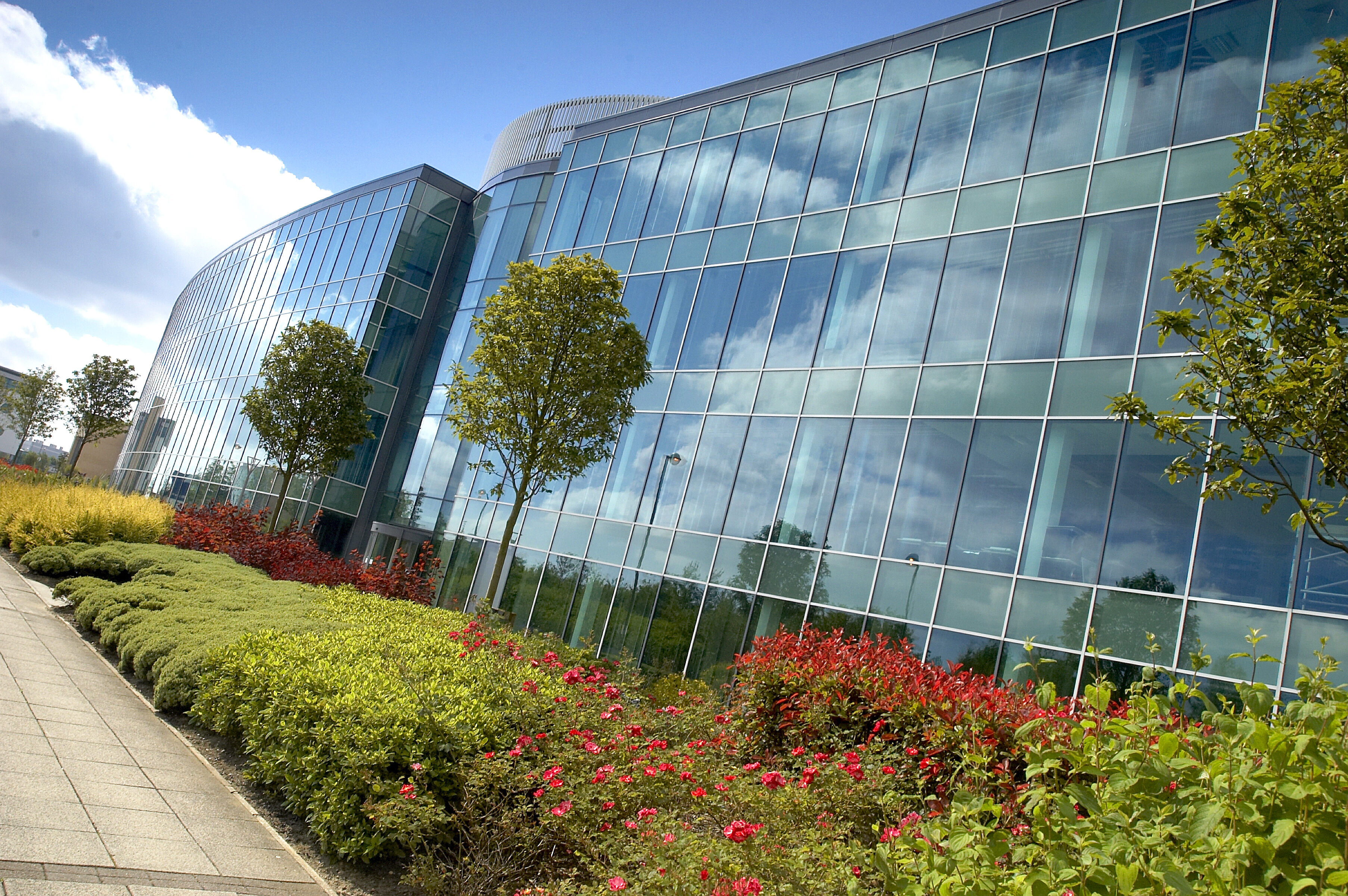
Viver d'empreses a Tyneside Nord.

L'economia de totes les ciutats del comtat té en comú la mineria, amb petites diferències.
Newcastle va créixer com a centre del comerç de la llana al segle xiv i més tard va ser una important zona d'explotació del carbó. El seu port ja destacava al segle xvi per les seves drassanes. El turisme, les botigues i l'educació són també sectors que ofereixen molts llocs de treball.
Gateshead va prosperar amb la indústria pesant, elaborant acer, i també amb l'extracció de carbó. També la construcció de vaixells era un negoci pròsper. En general aquestes activitats han anant perdent importància i ara la ciutat està més orientada cap a l'enginyeria i la indústria secundària. La nova sala de concerts que hi ha al moll i els seus museus atreuen molts visitants.
Sunderland destaca sobretot pels seus llocs d'esbarjo a prop del mar, l'emissora de ràdio i una empresa productora de cinema.
A Tyneside Sud la indústria tradicional de construcció i reparació de vaixells, la mineria del carbó, i la química han disminuït des de la segona meitat del segle 20, fet que ha donant lloc a una desocupació massiva. En anys més recents, però, aquesta tendència s'ha invertit i el sud de Tyneside atrau noves empreses, sobretot en el sector serveis. Encara hi ha una considerable indústria relacionada amb la fabricació i reparació de vaixells, i estan prenent amb força el sector de serveis, enginyeria, electrònica, roba, mobles, productes de paper, fusta i l'enginyeria de precisió.
A Tyneside Nord l'economia es va basar tradicionalment en la mineria del carbó, que exportava i en la indústria pesant representada per l'empresa Swan Hunter constructora de vaixells. Actualment la majoria de la indústria pesant ha desaparegut i l'atur ha crescut en algunes àrees fins a arribar al 3,2% mentre que al Regne Unit el percentatge era del 2,7%.